# Petung (Pasrepan)
Petung is een bestuurslaag in het regentschap Pasuruan van de provincie Oost-Java, Indonesië. Petung telt 3286 inwoners (volkstelling 2010).